# Revúca
Revúca (früher slowakisch auch „Veľká Revúca“; deutsch Großrauschenbach, ungarisch Nagyrőce) ist eine Stadt in der Mittelslowakei. Sie liegt im südlichen Teil des Slowakischen Erzgebirges am Fluss Muráň, 42 km von Rožňava und 93 km von Banská Bystrica entfernt (Straße). Verwaltungstechnisch gliedert sie sich in die Teile Revúca (deutsch Großrauschenbach) und Revúčka (1976 eingemeindet; deutsch Kleinrauschenbach).

## Geschichte

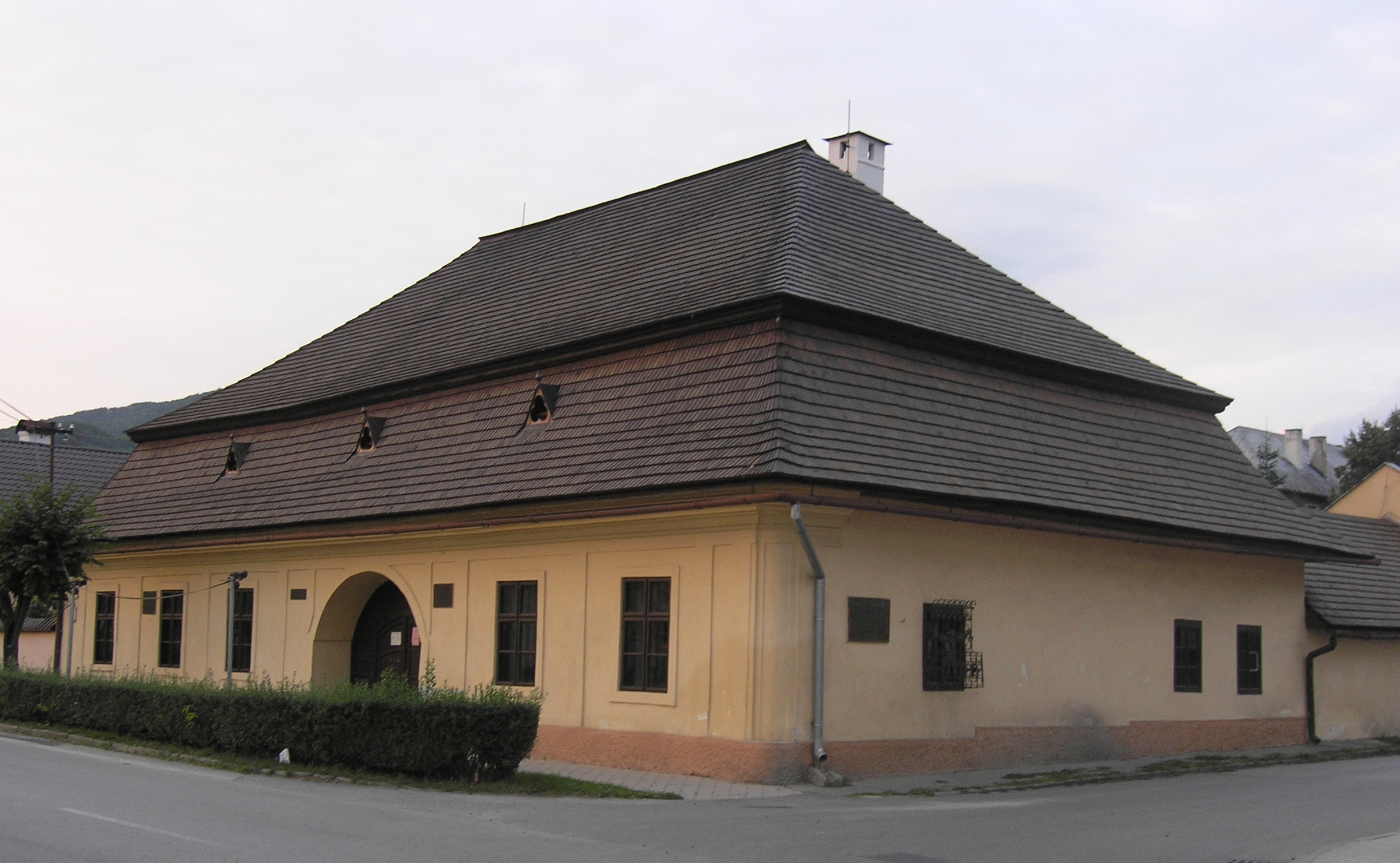
Gebäude des slowakischen Gymnasiums

Der Ort wurde 1357 zum ersten Mal schriftlich als Nagy Reucze erwähnt. Zu Anfang war er eine Bergbau- und Landwirtschaftssiedlung. Vom 16. Jahrhundert bis zum 20. Jahrhundert entwickelte sich auch die Eisenerzindustrie. Die Stadt wurde erstmals 1557 erwähnt. Im 19. Jahrhundert war die Stadt eines der Zentren der Slowakischen Nationalbewegung und das erste slowakische Gymnasium wurde 1862 gegründet (1874 aber wieder geschlossen). Bis 1918/1919 gehörte die Stadt im Komitat Gemer und Kleinhont zum Königreich Ungarn, dann kam sie zur neu entstandenen Tschechoslowakei. Anfang 1943 wurde in Revúca ein Zwangsarbeitslager für 100 Juden und sogenannte Asoziale eingerichtet, die beim Eisenbahnbau eingesetzt wurden.
Zu den größten Sehenswürdigkeiten gehören das alte und neue Gebäude des ersten slowakischen Gymnasiums aus dem 18. Jahrhundert, bzw. dem Jahr 1871, die spätgotische katholische Kirche des Heiligen Lorenz, die klassizistische evangelische Kirche und ein klassizistisches Stadthaus aus dem Jahr 1819. In der Umgebung gibt es zwei Natursehenswürdigkeiten (Nationalpark Muránska planina, Ochtinaer Aragonithöhle).

## Bevölkerung
| Jahr:                | 1994.  | 2004.   | 2014.   | 2024.    |
| -------------------- | ------ | ------- | ------- | -------- |
| Anzahl der Personen: | 14.001 | 13.147  | 12.620  | 10.874   |
| Unterschied:         |        | -6,09 % | -4,00 % | -13,83 % |

| Jahr:                | 2023.  | 2024.   |
| -------------------- | ------ | ------- |
| Anzahl der Personen: | 10.958 | 10.874  |
| Unterschied:         |        | -0,76 % |

Bei der letzten Volkszählung hatte die Stadt 13.466 Einwohner, von denen 92,12 % Slowaken, 4,14 % Roma, 2,16 % Ungarn, 0,56 % Tschechen und andere waren. 39,43 % der Einwohner bekannten sich zur römisch-katholischen Kirche, 19,77 %  zur evangelischen Kirche und 34,46 % bekannten sich als Atheisten.

## Persönlichkeiten
- Gustav Hanausek (1855–1927), österreichischer Rechtswissenschaftler
- Tihamér Fabinyi (1890–1953), ungarischer Jurist und Politiker
- Rudolf Viest (1890–1945), General
- Tomáš Sklenárik (* 1999), Biathlet
- Ema Kapustová (* 2002), Biathletin